# 刘秉璋

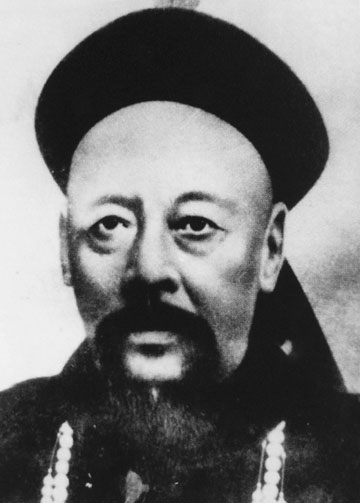
刘秉璋

刘秉璋（1826年—1905年），字仲良，庐江人。諡文莊。

## 生平
咸丰十年（1860年）进士，选为庶吉士，授编修。同治元年（1862年）入淮军赴上海。次年转战江苏福山、太仓和浙江的嘉善等地，镇压太平军；后又驰聘苏、皖、鲁、豫、鄂五省压捻军。授江苏按察使、山西布政使（未到任）、江西布政使。光绪元年（1875年）任江西巡抚，光绪四年（1878年）以乞终养老母辞职回家农桑。
光绪八年（1882年）又被起用，任浙江巡抚，当法军侵占越南，继而侵犯东南沿海时，他于宁波设立海防营务处，加强统一调遣，布置沿海防务，沿岸筑长墙、置地雷、封海口，以所有兵轮据险设防。光绪十一年（1885年）三月，法舰突入跤门，他命守备发巨炮，击伤法船两艘，法舰败逃金塘山。几天后，法舰又进犯虎蹲山北，再痛击之，火炮击中要舰，法将迷禄当即毙命，法舰仓惶驰逃，不敢再犯。但法军贼心不死，后以小轮窜犯宝山口，他命守将选勇突起击之，法军伤亡惨重。镇海之役，计击沉法舰一艘，重创三艘，火轮、小船多只。

### 重慶教案
光绪十二年（1886年），刘秉璋任四川总督，查办遗留的“重庆教案”。因美、英教会强行占地建教堂，民众反对，教会组织武装杀伤30余人，激起公愤反教会，焚毁教学，散发传单，揭露美、英帮助日本侵略中国的罪行，使美、英教会更为不满，关杀儿童和民众。洋人践踏中国主权，激起川西11县民众起来反教会。刘秉璋在查处中，处死杀人凶手和闹事首领，未镇压群众，美、英教士不满，纷纷致电总署，要求惩办秉璋，清廷迫於英、美、法公使要挟，将刘秉璋罢官归里。
日后其子刘体智在其所著《异辞录》卷三的《刘秉璋罢职与川教案》如此写道——

先文莊督川八載，遇教案兩次。未履任前，有重慶教案，教紳羅元義糾眾械鬥，致傷人命。文莊至，梟元義以徇，法使爭之，不許，而亂立止。大足教案，薄給以資，令移教堂以去，民教均服。甲午之冬，解任受代，新督兩易其人，未及至蜀而事發。是時民仇教甚，不數日中，蜀境教堂幾毀其半。適當中日戰役之後，公使、教士氣燄甚盛，朝旨罷川督職以謝。觀於《中東戰紀本末》所載路透電，言英法兩使，皆自言功而不知其故。其後聞於李文忠公曰：「軍敗於外，禍發於中，是予之過也夫。惟時英使日至譯署，譟於恭慶兩邸前，請鐫川督職。予方議日本商約，遇恭邸，問曰：『川事奈何？』恭邸曰：『任如何，必不許。』是日，恭邸以他故先去，而慶邸諾焉。予素知川中教堂多屬坎拿大，今茲教徒呼籲，正坎產也。坎雖屬英而隸藩部，英使曷故而爭，譯署曷故而許，均出軌道之外。」觀此可見數十年前之外交。
而且同一卷里还提到慈禧曾在戊戌政变后电召刘秉璋，但刘称病未去，之后宗室貽穀、李鸿章想请刘秉璋复出，未果——

戊戌秋，慈聖曾有電旨，召先臣入都，以疾不能赴。未幾，宗室貽穀，以長白榮相國之命，來曰：「上意向用甚殷，能以私詢勉一行否？」余辭不敢言，既而悔之。以父執中李文忠、孫文正、嘉定徐相國，皆至戚也，未以情告而自專，可乎？次年拳亂作，遂不復出。

文莊電奏未至之時，文忠曾力勸之來，且預為計畫，將到京事宜，先至宮門請安。又為訪樞臣，問請安召見後，如何待之。皆云：「上意可知，或先賞還原銜翎枝，以待後命。」時文忠已老，猶為此奔走不遑，可見舊誼之厚。
光绪三十一年（1905年）病逝。逝后，由于两江总督周馥的疏奏，清廷准其“复官，予优恤，建祠”。《异辞录》卷四《瞿鴻禨聳恿昭雪川案》提到部分内情——

善化於先文莊始終契合，每見親友，必問起居，且聳恿求教合肥相國，昭雪川案。初以為寒暄而已。及秉政，示意於江督建德周公。具述文莊清風亮節，內外共知，得重臣一言，宜可開復。建德以措辭為難，擬助賑捐二千兩，較易著筆。往復通函中，而文莊即世。建德請卹疏云：「功業與劉銘傳相等，而任事勇直，持躬廉介，則又過之。」疏上之日，家式甫適在軍機處值班，善化命查壯肅舊案，持以上。定興鹿相見之，曰：「否否，廢員焉可比擬。」式甫對曰：「教案非上意也。」蒙古榮相曰：「曷不查潘鼎新案？」式甫曰：「此失守鎮南關處分，非其倫也。」及恩詔下，定興猶向善化哂曰：「乃君之姻也。」其後善化謂人曰：「滋軒以南北派別不協，華卿之妻叔，需次在川而不得志，遷怒於督臣，致有違言，則難乎為疆吏矣。」

## 家族
其子劉聲木、劉體智皆著名學者。

## 延伸阅读
[在维基数据编辑]
 《清史稿·卷447》，出自趙爾巽《清史稿》
 在维基共享资源阅览影像